# گلنامن
گلنامن (به انگلیسی: Glanamman) یک شهرک در بریتانیا است که در کارمارتنشر واقع شده‌است. گلنامن ۲٬۲۶۱ نفر جمعیت دارد.